# 入会権
入会権（いりあいけん）とは、村落共同体等が、主として山林原野において土地を総有などし、伐木・採草・キノコ狩りなどの共同利用を行う慣習的な物権。入会権の客体たる土地を入会地（いりあいち）といい，入会権の帰属主体としての村落共同体を入会団体（いりあいだんたい）ないし入会集団（いりあいしゅうだん）という。判例（最判昭和41年11月25日民集20巻9号1921頁等）は、入会団体の共同所有形態を権利能力なき社団と同じ総有であるとしている（入会団体のほとんどは、権利能力なき社団のうち、いわゆる「代表者の定めのない権利能力なき社団」である）。入会権は、土地に対するものだけでなく、入会団体の共同所有物や預貯金に対しても認められる。
（注：以下では、民法については条数のみ記載する。）

## 沿革・意義
歴史的には、明治に近代法が確立する以前から、村有地や藩有地である山林の薪炭用の間伐材や堆肥用の落葉等を村民が伐採・利用していた慣習に由来し、その利用及び管理に関する規律は各々の村落において成立していた。明治期にいたり、近代所有権概念の下、山林等の所有者が明確に区分され登録された（藩有地の多くは国有地として登録された）。一方、その上に存在していた入会の取り扱いに関し、民法上の物権「入会権」として認めた。なお、このとき国有地として登録された土地における入会権については、政府は戦前より一貫してその存在を否定していたが、判例はこれを認めるに至っている。
戦中は戦時体制に組み込まれ木材や木炭及び薪の生産を担っていた。
戦後になって、村落共同体が崩壊し、また、間伐材等の利用がほとんどなくなったという事情から、立法時に想定していた入会は、その意義を失ったかに見えるが（「入会権の解体」）、林業や牧畜のほか、駐車場経営など、積極的経済活動の目的で入会地を利用するケースが見られるようになり、また、道路開発・別荘地開発等における登記名義人と入会権者の権利調整、さらには山林の荒廃による環境問題といった新たな問題が発生するようになったため、入会権という概念の現代的意義が見直されつつある。但し、政府の見解、ことに農政の見解としては入会権は明確さを欠く前近代的な法制度であるとの意識があり、これを解消し所有権・地上権・賃借権その他の使用及び収益を目的とする近代的な権利に還元すべきことが一貫した政策であり、それを促進するために、入会林野等に係る権利関係の近代化の助長に関する法律（入会権近代化法）が昭和41年（1966年）に制定されるなどしている。
なお、漁場に関する漁業権・入漁権・入浜権、水源・水路に関する水利権、泉源・引湯路に関する温泉権については、入会権と混同した主張がなされることが多い。漁業権、水利権は、それぞれ、漁業法、河川法が定める公法上の権利（特許）であり、入漁権は、漁業権を有する漁協の構成員としての権利である。
温泉権は慣習上の物権的権利であるが、日本では物権法定主義を採用しているため、理論上は一種の債権であり、信義則の働きによって物権的な性質を示しているとされる。

### 旧慣使用権
入会権に類似する制度として、地方自治法第238条の6に規定する旧慣使用権（きゅうかんしようけん）がある。
これは、地方公共団体（市区町村、財産区など）の公有地において、市町村制施行以前から存在する旧来の慣行（旧慣）に基づいて利用する者がある場合に、当該公有地を旧慣使用に供される行政財産として、地方自治法に基づき当該利用者に許可される公法上の権利である。
旧慣使用権の許可は個人に対するほか、「管理会」や「組合」などと称される権利能力なき社団に対しても許可されることがある。
ため池や水路などで、法定外公共物として公共の用に供される行政財産を使用する権利は、法定外公共物の占用許可であって、旧慣使用権とは異なる。
土地の登記名義が地方公共団体である場合であっても、地方公共団体の関与が登記名義の管理にとどまり、実質が住民との総有関係にある場合は、入会地であって、旧慣使用権による利用ではない。
旧慣使用権は、行政事件訴訟法及び行政不服審査法の適用を受ける公法上の権利であり、変更又は廃止しようとするときは、地方自治法の規定に基づいて、市町村の議会の議決を経なければならない。また、同条第2項において、旧慣使用権の認められる林野など（旧慣使用林野）をあらたに使用しようとする者があるときは、市町村長は、議会の議決を経て、これを許可することができる。このように、地方自治法に基づく手続きにより、旧慣使用権者の権利を排除することも可能である。
入会権とは歴史上の起源を同一にし、旧慣使用権者が入会団体ないしその構成員、旧慣使用林野が入会地に対応する類似の法制度である。
入会権近代化法においては、入会権とともに、その権利を消滅させること及びこれに伴い当該権利以外の権利を設定又は移転することをもって、近代化とし、それが立法目的となっている。

## 適用法規
入会権に関して民法において規定するのは以下の2箇条である。
263条
「共有の性質を有する入会権」とは、その土地（地盤）の所有権が、入会集団にある場合をいい、各地方の慣習の他、共有に関する規定が適用される。
294条
「共有の性質を有しない入会権」とは、その土地（地盤）の所有権（登記簿上の形式的所有権）が入会集団にない場合をいい、各地方の慣習の他、地役権に関する規定が準用される。
しかし、実際は、共有及び地役権の規定が適用又は準用される局面は稀であり、入会権者及びその利害関係者の間で長年に渡り積み重ねられた取り決め、規約、暗黙の合意等の慣習に委ねられているといえる。
入会集団は入会団体とも言い、広義の「権利能力なき社団」に含まれる。権利能力なき社団であるため、その所有物は構成員の総有となり、権利は共同で行使することとなる。広義の「権利能力なき社団」には、「代表者の定め」の有るものと無いものがあり、団体としての法的扱いに違いが有る。民事訴訟法では、代表者の定めの有る権利能力なき社団は、訴訟の当事者となることができると規定されており、代表者の定めの有る入会団体は、訴訟の当事者となることができる。入会団体の多くは、財産処分に関する代表者が存在しないため（いわゆる「代表者の定めのない権利能力無き社団」であるため）、団体としては訴訟の当事者になることはできず、共有物処分に関する規定の準用により固有必要的共同訴訟となる。
入会団体の構成員を入会権者と言い、入会権者の収益権を入会収益権という。判例によると、入会収益権が侵害された場合、入会権者は妨害排除請求の訴えを起こすことができる。入会地の実質的所有者は入会団体であるから、代表者の定めの無い入会団体の場合、民事訴訟法の規定を素直に解釈すれば、妨害排除請求には入会権者全員の同意が必要という結論に至る。
この問題の解決方法は2つの説がある。
- 一つは、民事訴訟法にある「代表者」の解釈を広げて、「訴訟物の処分に関する権限を持つ代表者」を示すと解釈する説である。各入会権者は、入会地の所有権を処分する権限は持たないが、自己の入会収益権について妨害排除請求をすることに関しては、各入会権者は、入会団体から妨害排除請求をする権限を「代表者」として与えられていると解釈するのである。
- もう一つの説は、入会収益権の侵害を不法行為としての面から捉え、既に成された不法行為から生じた不法行為債権に基づく賠償請求の一環として、妨害排除請求を解釈するものである。

入会収益権は登記することができない。また、一般の権利能力なき社団の所有地の場合と同様に、入会団体の名によって登記することもできない。しかし、薪拾いや耕作等の入会活動が行われている場合は、信義則の働きによって、登記がなくても第三者に対抗できる。第三者が登記の不備を理由に権利を主張するためには、善意無過失である必要があり、土地を実際に見れば入会権が存在する可能性が予見できる場合は、第三者の善意又は無過失を否定できるのである（登記の欠陥の主張は、悪意者であっても理論上は認められ得るが、悪意者が登記の欠陥を主張することは、原則として信義に反すると判断されるため、信義則に照らして保護されるべき理由がない限り、悪意者は登記の欠陥を主張できる正当な権利者とは判断されない）。
入会活動を中止している場合の入会権を主張する方法としては、共有としての登記、明認方法の設置がある。共有としての登記は、入会権を直接に主張するものではないが、入会地が取引の対象となった場合に、登記簿に名前の記載があれば事実関係の調査が必要となるため、第三者の善意無過失を否定することができるのである。明認方法の設置とは、立て看板等を現地に設置することであり、これも同様に、第三者の善意無過失を否定するためのものである。
入会地の登記は、代表者の名前や各入会権者の共有名義で為されている場合が多い。登記名義人となる「代表者」は、登記名義の管理に関する「代表者」であって、必ずしも財産処分に関する代表者であるとは限らない。入会団体は、権利能力なき社団の一形態であるから、権利能力なき社団の場合と同様に、団体の構成員（入会権者）全員の合意があれば、構成員ではない者の名前で登記をすることもできる。それ故、行政機関が同意すれば、行政機関の名義で入会地を登記することも理論上は可能である。現在、地方公共団体名義で登記されている入会地の多くは、行政機関と入会権者の総有財産である場合が多く、登記制度が始まった当時の意思決定が曖昧であったために、混乱をもたらしている例が多い。
行政機関と入会権者の総有財産が、特に墓地である場合は、戦後、「墓地、埋葬等に関する法律」によって墓地設置者が制限されたことにより、行政機関の参加する総有財産であることを示す目的で、登記名義を行政機関名義へと変更されたものが多い。
行政機関名義で入会地を登記する方法としては、代表者の変更による登記のほか、入会権を留保した状態での形式的な地盤の譲渡による方法、ポツダム政令（昭和22年政令第15号）による方法がある。
ポツダム政令（昭和22年政令第15号）は、町内会部落会又はその連合会等に対し財産処分を求め、政令施行より２か月以内に処分されない財産は、市区町村に帰属させるとするものであるが、土地を公用徴収する規定ではなく、市区町村が管財人的な立場において、入会団体が解散に至るまで代表者として管理を行うものである。なお、当該政令は強行法規であり、政令施行から失効までの期間において存在した入会地は、すべてにおいて市区町村の申請により市区町村名義として登記することが可能である。
国有名義の入会地の多くは、明治の地租改正に伴う官民有区分処分によって国有地として登録された土地である。官民有区分処分は、地租の納税責任者を確定するためのものであったため、土地の所有権に変動を与えるものではない。しかし、このとき作成された記録が元となって、後に国有地として登記されたため、多くの入会地が国有地として登記されるに至った。国有地として登記されている土地が入会地に該当するかどうかは、個別の証拠調べによって事実認定されるものであり、政府は立場上これを否定する主張を行うものであるが、最高裁において認められるに至ったものがある。国有地として登記された入会地のほとんどは、当時の地方行政機関と入会権者の総有財産であったが、当時の地方行政機関の当該入会地に関する管掌事務は、国有地として登記された後、平穏のうちに国へ移管され、現在は、国と入会権者の総有財産となっている（国がほとんど活動していない入会地であっても、国との総有関係を否定し、入会権者の名義等に登記を更正できる事例はほとんどない）。

## 内容

### 主体
一定の地域集団（入会団体）であり、入会団体構成員（入会権者）としての資格は、構成員全員の合意によって制定された内部規則によるのが原則であるが、入会団体内部の慣習によることもできる。入会団体は、権利能力なき社団の一形態であるが、権利能力なき社団の内部規律は、当事者（構成員及び利害関係者）全員の同意があれば、変更が可能であり、また、内部規律が時の経過と共に変化していた場合であっても、当事者間に平穏な状態が保たれていたならば、全員の合意が有ったものとして推定されるからである。
一般に，入会権者は，当該地域に居住する全住民ではなく，世帯（又はその世帯主）であるとされる。判例（最判平成18年3月17日民集60巻3号773頁）は，入会権者としての資格を各世帯の世帯主に限定する慣習の有効性について，「入会権の内容，性質等や，……本件入会地の入会権が家の代表ないし世帯主としての部落民に帰属する権利として当該入会権者からその後継者に承継されてきたという歴史的沿革を有するものであることなどにかんがみると，各世帯の構成員の人数に関わらず各世帯の代表者にのみ入会権者の地位を認めるという慣習は，入会団体の団体としての統制の維持という点からも，入会権行使における各世帯間の平等という点からも，不合理ということはできない」と判示し，当該慣習が公序良俗に違反せず有効であるとする。
入会地は、権利能力なき社団の一形態である入会団体の所有物又は合法的占有物であるが、入会地の運用は、それとは別に入会権者が設立した組合、管理組合（まれに農業協同組合）、入会団体の構成とは別の権利能力なき社団等が、共同管理費等を徴収し内部規律を定めている場合もある。入会団体は、入会権近代化法においては、生産森林組合や農地所有適格法人への移行が見込まれている。

### 利用形態
歴史的には、既述のとおり農村生活のための伐採等がほとんどであり、量的に他の構成員の権利を侵すことはまれで、もし、他の迷惑になる利用を行った場合は、村落における生活上の支障（最も厳しいものは村八分）といった、私的制裁により、秩序が保たれていた。
しかし、共同体の拘束力が薄れる一方で、入会地を経済的に収益する事例が増加するにつれ、構成員の裁量に任せていたのでは、入会地の荒廃及び構成者間の紛争の原因となることが認識され、利用に際しての規定化が進められた。その結果、現在では概ね、
1. 個人の利用を禁止し、入会集団が直接経営する「直轄形態」
2. 各構成員に利用区域を割り当てる「分割利用形態」
3. 入会集団が、利用者と契約し利用させる「契約形態」

のいずれか又はその混合の形態となっている。

### 管理方法
入会地の管理（特に管理費に関する事項）等については、慣習に従い構成員による会議により行われるが、その議決方法、定足数等についても慣習によっている。
基本的に古くからの慣習であるため、近代的人権に配慮していない規定も見受けられる。しかしながら、入会団体の内部規則は、構成員全員の合意がれば変更が可能であり、構成員全員の決定によって加入を断られた場合は、加入することができない。入会団体への加入を予約する合意が形成されていた場合であっても、加入の予約債権に基づく損害賠償ができるにとどまる。行政機関との総有財産となっている入会地においては、入会権の目的が経済的収益に重点を移していることを鑑み、会計的な開示の面を中心とした改革が求められている。

### 入会権と採草環境権
環境権の代表的なものとして日照権が有名である。例えば、日照を遮られることによって損害が生じた場合は、日照権によって補償を請求することが認められている。
同様に、採草牧畜が行われている入会地の周囲で開発等が行われ、採草牧畜活動に損害が生じた場合は、入会権に基づく採草環境権によって、補償を請求することが出来る。「入会」という言葉は、採草牧畜という意味も持つため、入会権と採草環境権は混同されることが多いが、分類上は全く別種の権利である（特に、法社会学においては、採草環境権を指して「入会権」と呼ぶ場合があるので注意が必要である）。採草牧畜活動は、土地所有権や借地権によっても可能であり、採草環境権は、土地所有権や借地権に基づいて主張できる。また、入会権は土地に関する権利であるから、入会権者全員の合意があれば、産業廃棄物処分場を営むことも可能である。そのような場合は、入会権はあるが、採草環境権は存在しない。

### 入会権と損害賠償責任
入会地の保全管理は、各入会権者が単独で行うことができると共に、各入会権者の義務であり、その必要経費は他の入会権者に対し請求することが可能である。過失を原因とする崖崩れ、山火事、倒木等による損害賠償責任は、各入会権者に不法行為を理由とする無限責任があり、共同不法行為として連帯債務となる。

### 入会権の処分
入会地の処分には原則として入会団体構成員全員の同意が必要である（いわゆる全員一致原則）。もっとも，これと異なる規約又は慣行があれば、全員の同意を要しなくても、公序良俗違反などその効力を否定すべき特段の事情が認められない限り有効であるとされる。判例（最判平成20年4月14日民集62巻5号909頁）は、役員会の全員一致により財産処分が可能となる慣行がある場合においては、役員会の全員一致により入会地の処分が可能であるとした。入会団体が代表者の定めの有る権利能力なき社団に該当する場合は、代表者の権限で入会地を処分できる。なお、入会地と引き換えに得た対価は、構成員全員の総有財産となるのであって、代表者や役員のみに帰属するものではない。

### 入会権と時効による消滅
入会団体が土地に対して有している実質的所有権（入会権）は、時効消滅しない。入会団体に対して入会権者が有している構成員としての権利（入会収益権）は、一般の権利能力なき社団における構成員としての権利と同じく、「その他の財産権」として20年で時効消滅する（入会団体における入会収益権をさらに別の入会団体で総有している場合であっても、入会収益権は20年で時効消滅する）。
ちなみに、他人（入会団体とは人格を異にする者。第三者のほか、入会権者個人、登記名義人個人など）が、他の者を排除する形で入会地を20年間占有し時効取得をしたときは、結果的に入会権は消滅するが、これは時効消滅ではない。また、入会地が他人名義で登記されている場合において、入会地としての使用実態がなくなり、かつ、入会収益権の保有を示す明認方法も無い場合は、信義則により、入会権者は総有関係から脱退したものとみなされることによって、入会権者の入会収益権は消滅し、結果的に登記名義人の個人所有地となるが、これは時効消滅ではない。

### 入会地の新規取得
権利能力なき社団の所有関係は（入会団体と同じく）総有であるとするのが判例の立場である。よって，例えば，町内会などの権利能力なき社団が土地を購入し、使用規則を定めたうえで各構成員に開放したならば、それはまさしく入会地である。しかし、明治時代以降に発生したものについては、「入会地」と呼んでも差し支えはないが、「入会地」とは表現しないのが一般的である。

## 入会権に関する有名な訴訟
- 小繋事件

## 研究領域・主な研究者
入会権については民法に規定がある（民法263条、294条）ことから、入会権の研究者は民法専攻の学者が多い。入会権の研究には法制史や社会学の範囲に及ぶことが多く、純粋な民法の法解釈と性質が異なるので、法社会学に分類される。
- 川島武宜 - 法社会学の祖。
- 渡辺洋三 - 川島武宜と共に入会権の研究を行う。
- 戒能通孝 - 小繋事件の弁護人の一人。
- 中尾英俊 - 数多くの入会裁判に関わる。
- 黒木三郎 - 入会権の近代化に関し研究。